# Uhřice (Vlachovo Březí)
Uhřice jsou vesnice, část města Vlachovo Březí v okrese Prachatice v Jihočeském kraji. Leží zhruba 3,5 kilometru západně od Vlachova Březí. V roce 2011 zde trvale žilo 46 obyvatel.

## Historie
První písemná zmínka o vesnici pochází z roku 1378.

## Obyvatelstvo
| Rok            | 1869 | 1880 | 1890 | 1900 | 1910 | 1921 | 1930 | 1950 | 1961 | 1970 | 1980 | 1991 | 2001 | 2011 | 2021 |
| -------------- | ---- | ---- | ---- | ---- | ---- | ---- | ---- | ---- | ---- | ---- | ---- | ---- | ---- | ---- | ---- |
| Počet obyvatel | 152  | 130  | 136  | 152  | 141  | 147  | 133  | 76   | 73   | 53   | 36   | 20   | 20   | 46   | 37   |
| Počet domů     | 23   | 23   | 25   | 29   | 27   | 27   | 28   | 27   | 30   | 18   | 12   | 23   | 23   | 25   | 26   |

## Obecní správa
Při sčítání lidu v letech 1850–1976 Uhřice byly samostatnou obcí v okrese Prachatice. Od 30. dubna 1976 jsou částí města Vlachovo Březí v okrese Prachatice. V letech 1850–1976 k obci patřila Doubrava.

## Galerie

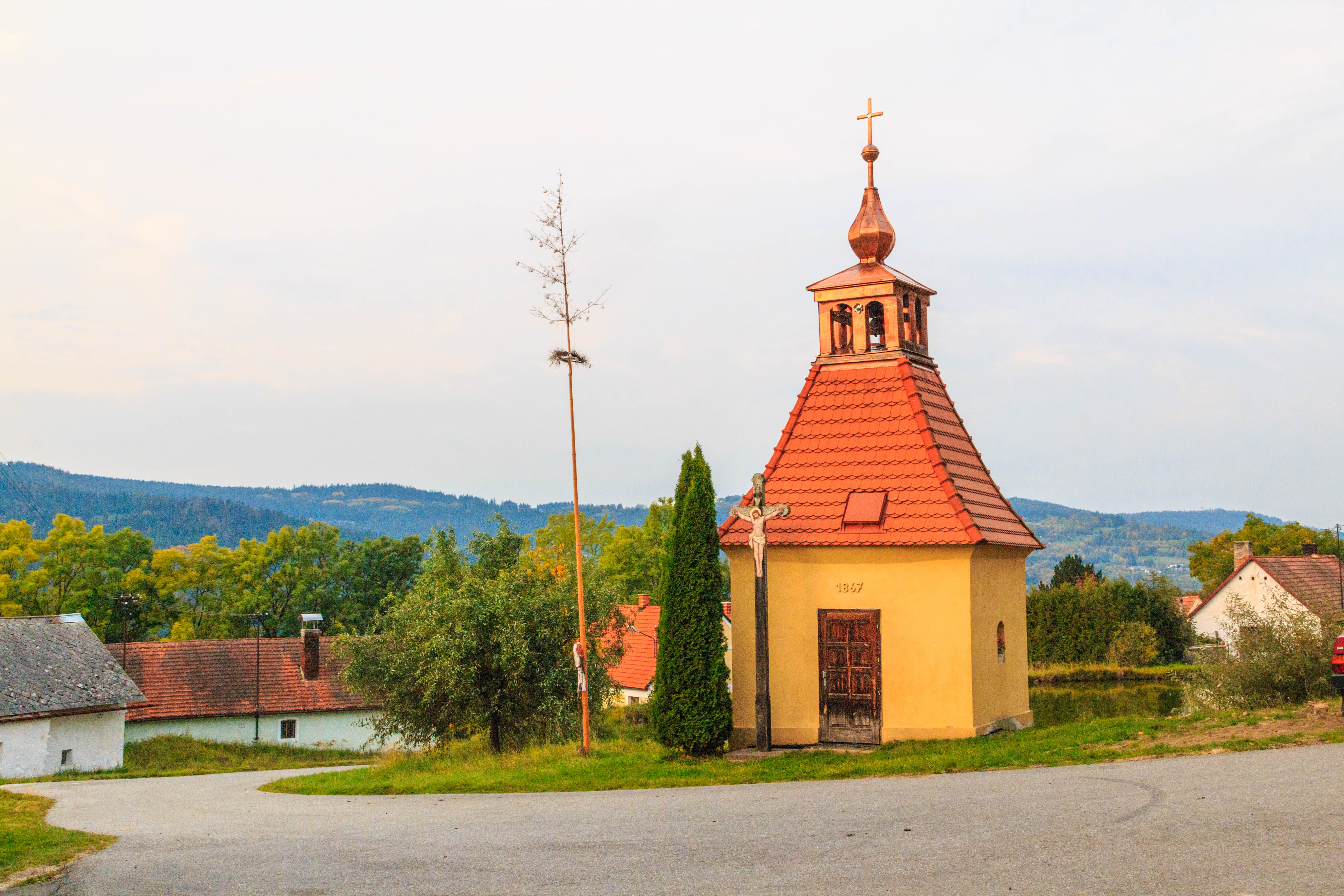
Návesní kaple
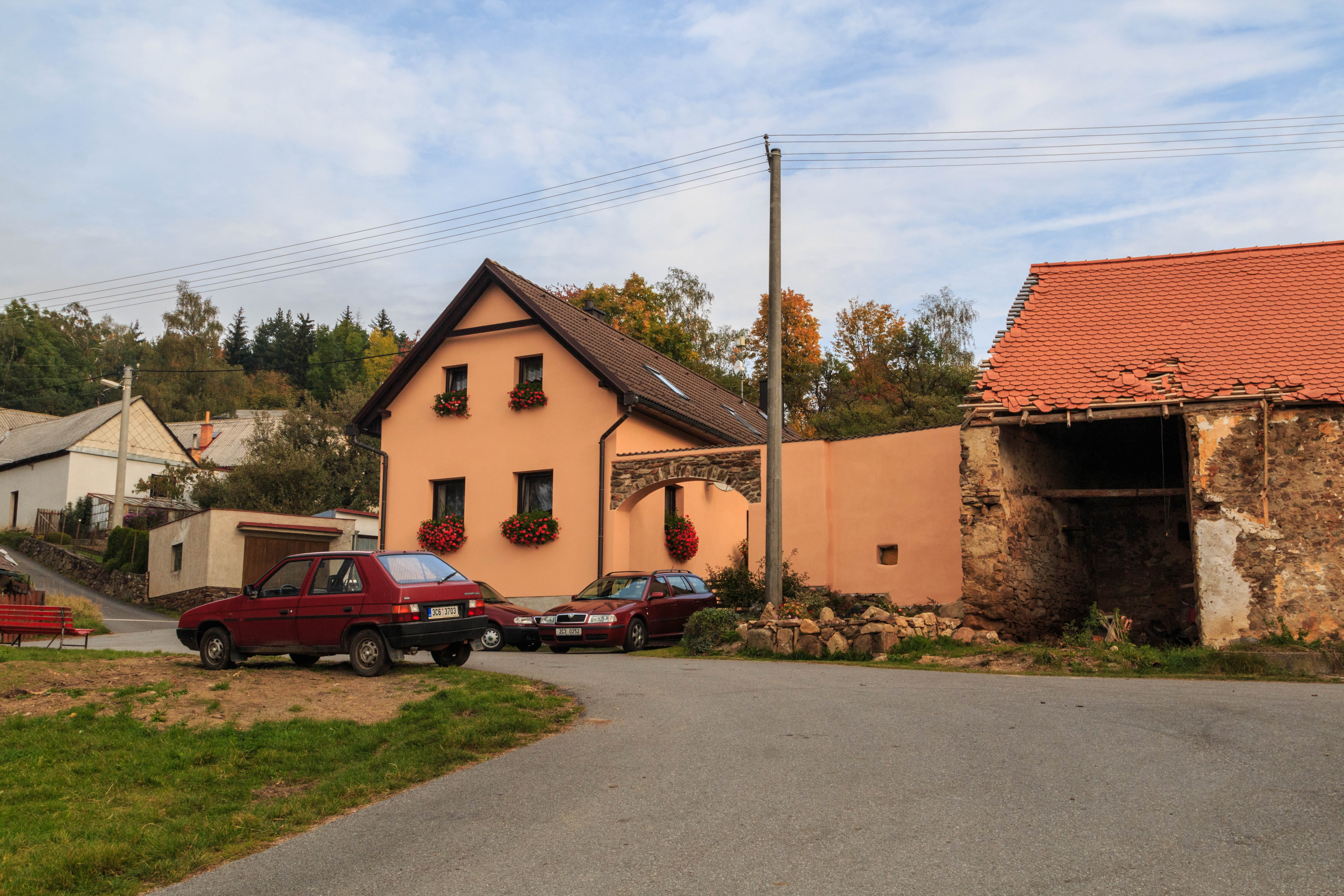
Dům čp. 17
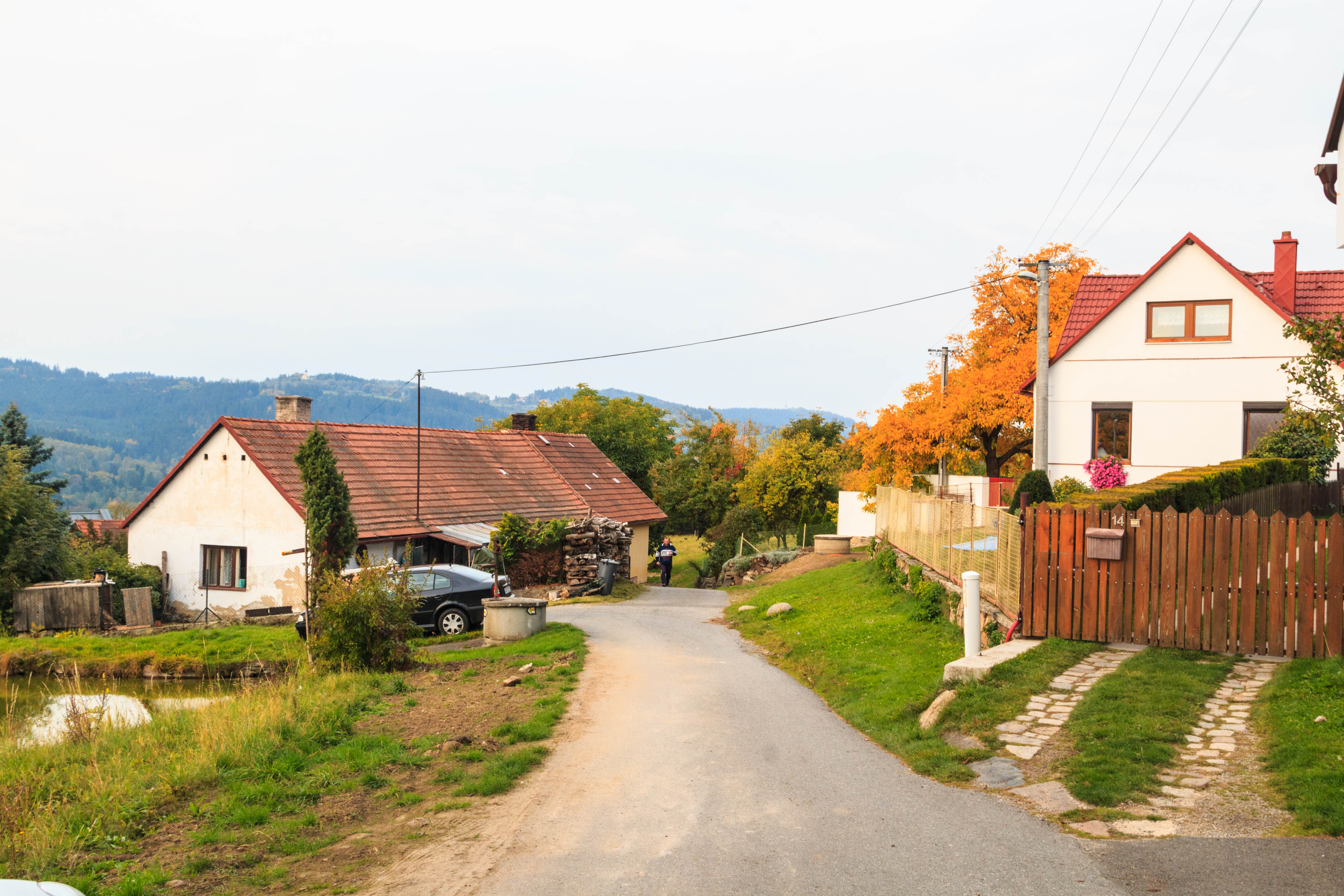
Dům čp. 14
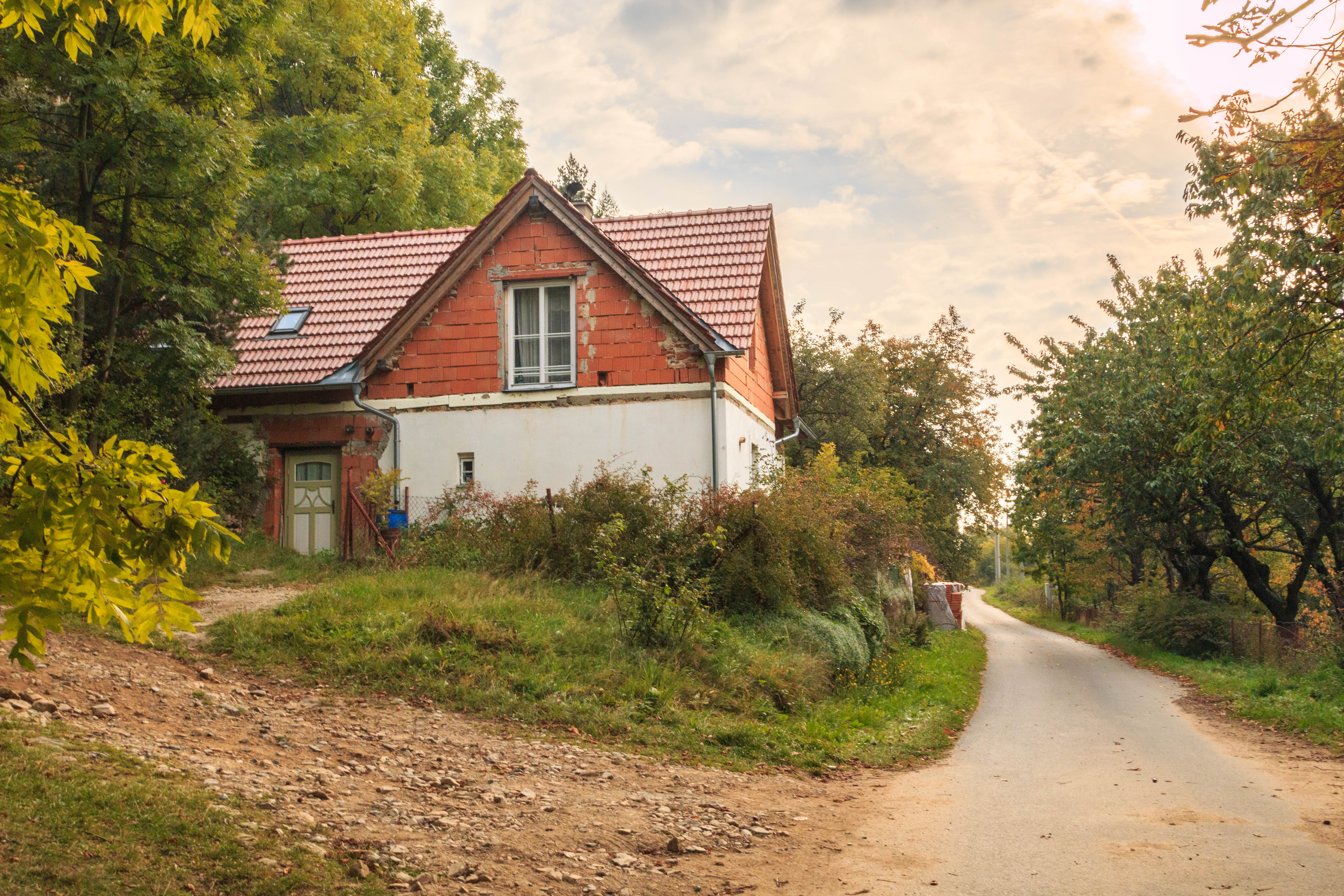
Dům čp. 23